# Dianthus armeria
El clavel armeria (Dianthus armeria ) es una herbácea de la familia de las cariofiláceas.

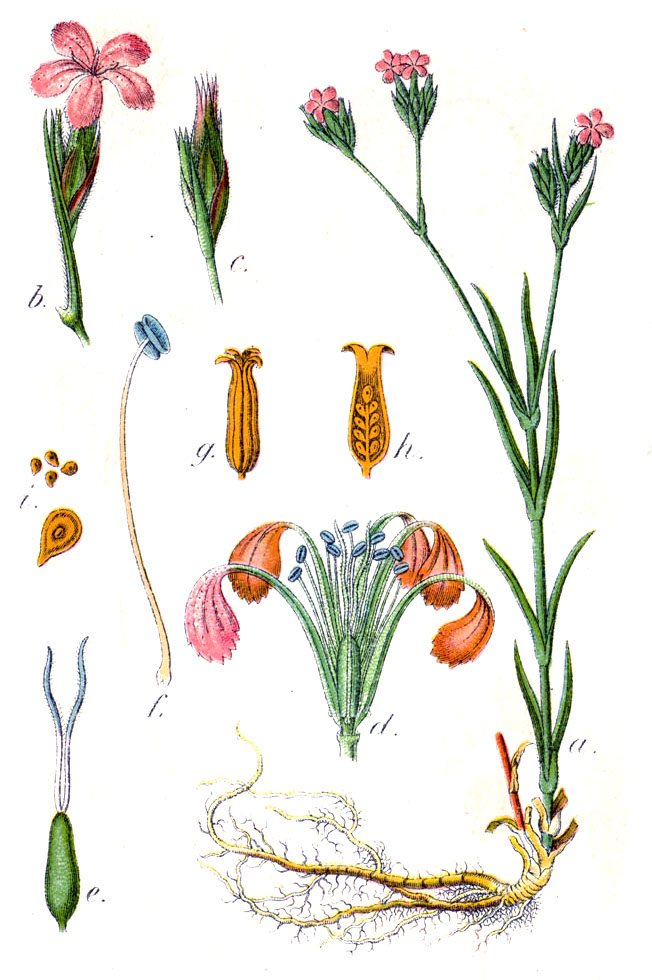
Ilustración

## Descripción
Crece entre 25 y 30 cm, ramificado o no desde la base, con tallos pelosos arriba. Hojas de 15-55 mm de largo y menos de 5 mm de ancho, en parejas opuestas, romas las inferiores, las superiores finas y agudas. Las flores, que están presentes de primavera a verano, crecen, hasta 10 de ellas, muy juntas, pequeñas, al extremo de las ramas, con 5 pétalos color rosa fuerte con manchitas claras.

## Distribución y hábitat
En la mayor parte de Europa, aunque rara en el norte. En España en Castilla y León. Introducida en Norteamérica y Nueva Zelanda. Habita en terrenos frescos y herbosos y bordes de bosque.

## Taxonomía
Dianthus armeria fue descrita por  Carlos Linneo   y publicado en Species Plantarum 412. 1753.
Citología
Número de cromosomas de Dianthus armeria (Fam. Caryophyllaceae) y táxones infraespecíficos: 2n=30
Etimología
Dianthus: nombre genérico que procede de las palabras griegas Diós («de Zeus») y anthos («flor»), y ya fue citado por el botánico griego Teofrasto.
armeria: epíteto latino que significa "nombre que dio Linneo al género Dianthus".
Sinonimia
- Caryophyllus armerius Moench
- Cylichnanthus maculatus Dulac
- Dianthus carolinianus Walter
- Dianthus epirotus Halácsy
- Dianthus hirsutus Lam.
- Dianthus hirtus Lam.
- Dianthus hybridus F.W.Schmidt ex Tausch
- Dianthus pseudocorymbosus Velen.
- Dianthus villosus Gilib.
- Dianthus vivariensis Jord. ex Boreau
- Silene vaga E.H.L.Krause[6]